# Ronnebyhamn
Ronnebyhamn (även Ronneby hamn) är en tätort i Ronneby kommun i Blekinge län. Orten ligger vid Ronnebyåns utlopp i Östersjön.

## Befolkningsutveckling
| Befolkningsutvecklingen i Ronnebyhamn 1980–2020       | Befolkningsutvecklingen i Ronnebyhamn 1980–2020 | Befolkningsutvecklingen i Ronnebyhamn 1980–2020 | Befolkningsutvecklingen i Ronnebyhamn 1980–2020 | Befolkningsutvecklingen i Ronnebyhamn 1980–2020 |
| ----------------------------------------------------- | ----------------------------------------------- | ----------------------------------------------- | ----------------------------------------------- | ----------------------------------------------- |
|                                                       |                                                 |                                                 |                                                 |                                                 |
| År                                                    |                                                 |                                                 | Folkmängd                                       | Areal (ha)                                      |
| 1980                                                  | 1980                                            |                                                 | 331                                             |                                                 |
| 1990                                                  | 1990                                            |                                                 | 380                                             | 112                                             |
| 1995                                                  | 1995                                            |                                                 | 382                                             | 112                                             |
| 2000                                                  | 2000                                            |                                                 | 423                                             | 117                                             |
| 2005                                                  | 2005                                            |                                                 | 464                                             | 123                                             |
| 2010                                                  | 2010                                            |                                                 | 537                                             | 130                                             |
| 2015                                                  | 2015                                            |                                                 | 749                                             | 197                                             |
| 2020                                                  | 2020                                            |                                                 | 728                                             | 190                                             |
| Anm.: Ny tätort 1980. Sammanvuxen med Bussemåla 2015. |                                                 |                                                 |                                                 |                                                 |